# Мир в ореховой скорлупке
«Мир в ореховой скорлупке» или «Вселенная в ореховой скорлупе» (англ. «The Universe in a Nutshell» — более корректный перевод — «О Вселенной вкратце») — одна из научно-популярных книг известного физика-теоретика Стивена Хокинга. Она является своеобразным продолжением предыдущего бестселлера автора «Краткой истории времени» (опубликована в 1988 г.) и повествует о научных свершениях, достигнутых в мире физики с тех пор.
На страницах книги популярным языком излагаются такие научные проблемы, как сферы применения теоремы Гёделя о неполноте и теории струн, квантовой теории и супергравитации. Вместе с читателями автор пытается подойти ближе к Теории всего — основополагающей теории, которая могла бы объяснить все явления во Вселенной.
В 2002 году Хокинг был удостоен за «Мир в ореховой скорлупке» премии Aventis как лучший автор, пишущий на научные темы.

## Главы
1. Краткая история Относительности / A Brief History of Relativity
2. Форма времени / The Shape of Time
3. Мир в ореховой скорлупке / The Universe in a Nutshell
4. Прогнозируя будущее / Predicting the Future
5. Защищая прошлое / Protecting the Past
6. Наше будущее? Звёздный путь или нет? / Our Future? Star Trek or Not?
7. Новый мир бран / Brane New World

## Выбор названия
Оригинальное название «The Universe in a Nutshell»  является игрой слов, не поддающейся переводу на русский язык. Название отсылает к цитате из «Гамлета»:  «О боже, я бы мог замкнуться в ореховой скорлупе и считать себя царем бесконечного пространства». На английском «in a nutshell» переводится как «кратко». Грамматически более верным переводом мог бы стать, например, вариант «Краткая история вселенной», который также перекликался бы с названием другой книги С. Хокинга «Краткая история времени», однако в таком случае отсылка к Шекспиру была бы утеряна.
В российских переизданиях книги также используется название «О Вселенной в двух словах».